# Wicca gardneriana

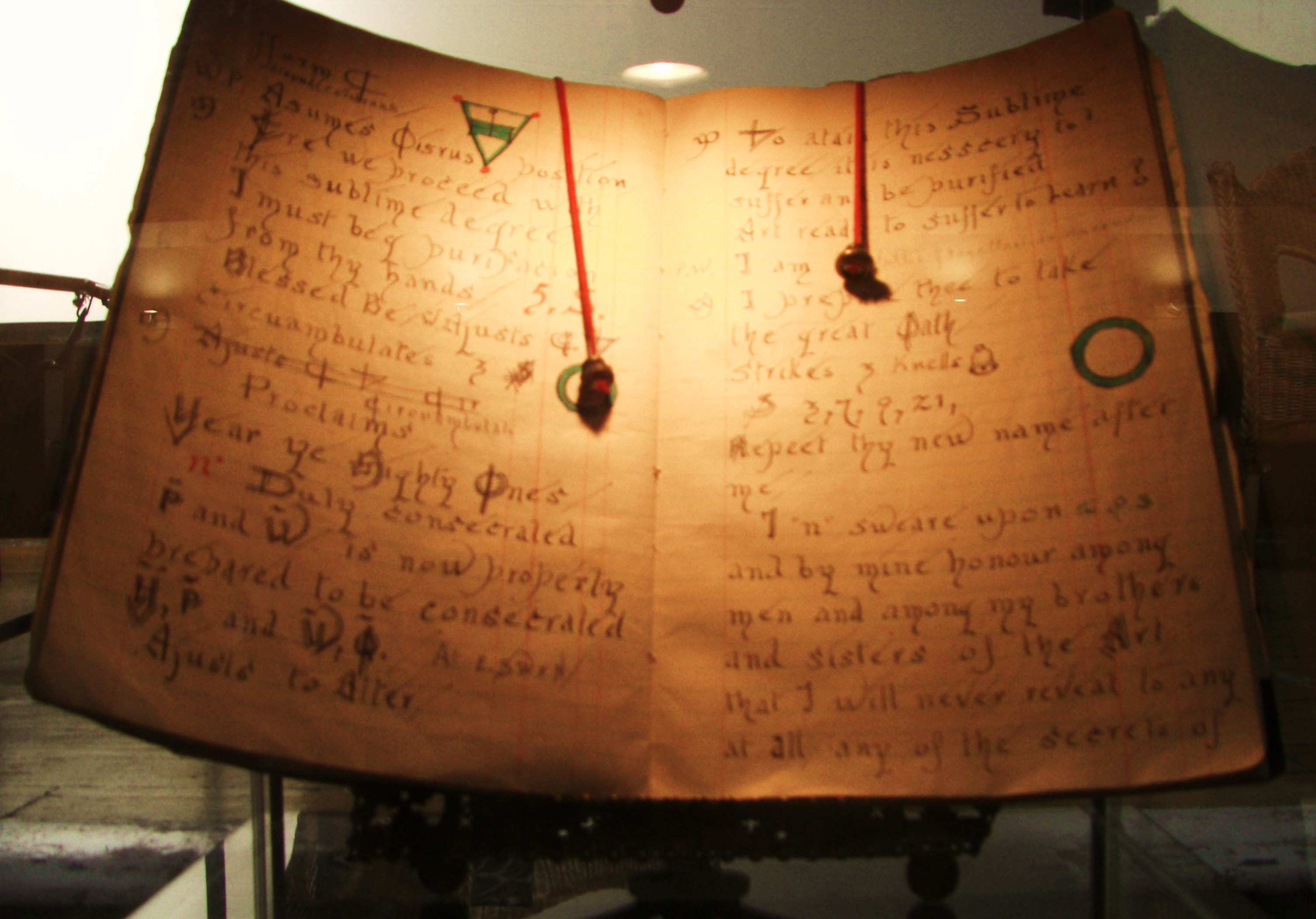
Libro de las Sombras de Gardner

La Wicca gardneriana, o Brujería gardneriana, es una tradición dentro de la religión neopagana Wicca, cuyos miembros pueden trazar su linaje iniciático descendiente de Gerald Gardner. La propia tradición toma su nombre de Gardner (1884-1964) un empleado del estado y un erudito de la magia. El término “gardneriana” fue probablemente acuñado en los años 50 o 60 por la fundador de la brujería cocraniana, Robert Cochrane, el cual había dejado esa tradición para formar la suya propia.
Gardner afirmó haber aprendido las creencias y prácticas que después serían conocidas como Wicca gardneriana del coven New Forest, en el cual fue presuntamente iniciado en 1939. Por este motivo, la Wicca gardneriana se considera a menudo la tradición de Wicca más temprana, de la cual derivan la mayoría de las tradiciones wiccanas subsiguientes.
A partir del supuesto coven New Forest, Gardner creó su propio coven Bricket Wood y, a su vez, inició a gran número de brujas, incluyendo a una serie de sumas sacerdotisas, fundando más covens y continuando la iniciación de más Wiccas en la tradición. En el Reino Unido, Europa y la mayoría de países de la Commonwealth, se entiende que alguien que se define a sí mismo como Wicca afirma tener descendencia iniciatoria desde Gardner, ya sea a través de la Wicca gardneriana, o a través de una rama derivada como la Wicca alejandrina o Wicca Algard. En el resto de países, estas tradiciones originales con linaje son denominada Wicca británica tradicional.

## Creencias y prácticas

### Covens y líneas iniciatorias
Los wiccanos Gardnerianos se organizan en covens que tradicionalmente, aunque no siempre, están limitados a un número de trece miembros. Los covens son dirigidos conjuntamente por un Sumo Sacerdote y una Suma Sacerdotisa, y celebran tanto al Dios como a la Diosa.
La Wicca Gardneriana y otras formas de Wicca Tradicional Británica operan como un culto mistérico iniciático: la pertenencia solo se obtiene a través de la iniciación por una Suma Sacerdotisa o Sumo Sacerdote wiccano. Cualquier línea de descendencia iniciatoria válida puede ser trazada hasta Gerald Gardner, y a través de él hasta el Coven New Forest.
Los rituales y las prácticas del coven se mantienen en secreto de cara a aquellos que no están iniciados, y muchos wiccanos mantienen en secreto su pertenencia a la religión. El hecho de que una wiccano decida mantenerlo en secreto o de forma abierta depende de su localización su profesión y circunstancias personales. En cualquiera de los casos, la Wicca Gardneriana prohíbe completamente la revelación del nombre, información personal, pertenencia y similar de cualquier miembro por parte de otro sin previo consentimiento de ese miembro para el contexto concreto en el que se vaya a compartir tal información.
En Wicca Gardneriana hay tres grados de iniciación. Ronald Hutton sugiere que parecen estar basado en los tres grados de la Francmasonería.

### Teología
En Wicca Gardneriana las dos deidades principales son el Dios Astado y la Diosa Madre. Los Gardnerianos utilizan nombre específicos para el Dios y la Diosa en sus rituales. Doreen Valiente, una Suma Sacerdotisa Gardneriana, reveló que había más de uno. Dijo que Gardner se refería a la Diosa como Airdia o Areda, lo cual creía que había derivado de Aradia, la deidad que, según afirmó Charles Leland, era adorada por las brujas italiana. Comentó que el Dios se llamaba Cernunnos, o Kernunno, lo que en celta significaba “El Astado”. Otro nombre por el cual los Gardnerianos llamaban al Dios era Janicot (pronunciado Jan-e-ko), el cual Doreen creía que tenía origen vasco.

### Ética y moralidad
La tradición Gardneriana provee una guía ética principal, a menudo denominada «Rede» o la «Rede Wicca». En el lenguaje arcaico conservado por el saber Gardneriano, la Rede declara «Haz lo que quieras, mientras a nadie dañes».
Las brujas se inclinan hacia la moralidad del legendario «Good King Pausol» (Buen Rey Pasol): «Haz lo que quieras siempre y cuando no dañes a nadie». Pero consideran de vital importancia determinada ley «No debes usar magia para nada que cause daño a nadie y, si has de incomodar a alguien para prevenir un mal mayor, deberás hacerlo únicamente de tal forma que reduzca el daño.»
Hay dos características que destacan sobre la Rede. La primera es que la palabra «rede» significa «consejo». La Rede no es un mandamiento sino una recomendación, una guía. La segunda es que el consejo de no dañar a nadie tiene el mismo peso que el consejo de realizar la voluntad de uno mismo. Por tanto, las enseñanzas de la Wicca Gardneriana son firmes respecto a la coerción y la noción del libro consentimiento; prohíben el proselitismo al mismo tiempo que requieren que cualquier persona que busque ser iniciada en la Wicca Gardneriana solicite expresamente enseñanza, entrenamiento o iniciación. Para explicarlo de forma más detallada, la frase eliminatoria «mientras a nadie dañe» incluye no solo a otros, sino a uno mismo. De ahí que sopesar los posibles resultados de una acción sea parte del pensamiento dado antes de tomar una acción; en ocasiones se utiliza la metáfora de lanzar un guijarro a un charco y observar las ondas que se extienden en todas las direcciones. La declaración «haz lo que quieras» es una clara afirmación de lo que es conocido filosóficamente como «libre albedrío».
La segunda guía ética es denominada a menudo Ley de Retorno, en otras ocasiones Ley de Tres, y es un reflejo de la Tercera Ley de Movimiento de Sir Isaac Newton: «Cuando un objeto ejerce una fuerza sobre otro objeto, el segundo objeto ejerce sobre el primero una fuerza igual y en sentido opuesto». Esta ley básica de la física es comúnmente enunciada de la siguiente forma: «Con toda acción ocurre siempre una reacción igual y contraria». Al igual que la rede, esta guía enseña a los Gardnerianos que la energía o intención que uno ponga en el mundo, sea o no mágica, generará una respuesta de retorno. Esta enseñanza subraya la importancia de no dañas; ya que esto generaría un impulso a una reacción negativa centrada en uno mismo o en su grupo (como un en el caso de un coven).
En Wicca Gardneriana, estas enseñanzas específicas de la tradición requiere que se piense antes de actuar, especialmente a la hora de actuar mágicamente (a través de hechizos). El individuo o coven utiliza estas guías para considerar de antemano las posibles ramificaciones de cualquier trabajo. Debido a estos dos principios éticos básicos, los wiccanos Gardnerianos se mantiene dentro de un alto estándar de conducta. Por ejemplo, la Suma Sacerdotisa Gardneriana Eleanor Bone no era solo una de las ancianas más respetadas en la tradición, sino que también era matrona en una residencia de ancianos. Más aún, el coven Bricket Wood es bien conocido hoy en día por sus miembros de origen académico o intelectual, los cuales contribuyen a la preservación del conocimiento wiccano. El propio Gerald Gardner diseminó activamente recursos educativos sobre folclore y ocultismo al público general a través de su Museo de Brujería en la Isla de Man. Por lo tanto, se puede decir que la Wicca Gardneriana difiere de otras prácticas modernas del Arte fuera del contexto de una coven, que a menudo se concentran en el desarrollo espiritual del practicante solitario.
La religión tiende estar privada de dogma, permitiendo a cada iniciado encontrar por sí mismo qué significa la experiencia ritual utilizando el lenguaje básico de la tradición ritual común, que es descubierta a través de los Misterios. La tradición se caracteriza a menudo como ortopraxis (práctica correcta) más que una ortodoxia (pensamiento correcto), cuyos seguidores ponen mayor énfasis en un cuerpos de prácticas comunes en lugar de una fe común.

## Historia

### Gardner y el coven de New Forest
Al retirarse del Servicio Colonial Británico, Gardner se mudó a Londres pero finalmente, antes de la 2.ª Guerra Mundial, se mudaría a Highcliff, al este de Bournemouth y cerca de New Forest, en la costa sur de Inglaterra. Tras asistir a una actuación representada por la Rosicrucian Order Crotona Fellowship (Orden Rosacruz de la Hermandad de Crotona), afirmó haber conocido a un grupo de personas que preservaban sus históricas prácticas ocultistas. Le reconocieron como «uno de ellos» y le convencieron para ser iniciado. Según afirma, fue a mitad de la iniciación cuando se dio cuenta de qué tipo de grupo era, y de que la brujería aún era practicada en Inglaterra.
El grupo en el que Gardner fue iniciado, conocido como Coven New Forest, era un grupo pequeño y totalmente secreto, ya que la Ley de Brujería de 1735 consideraba ilegales las afirmaciones de predicción del futuro, conjuración de espíritus o lanzamiento de hechizos; también contemplaba como delito las acusaciones de brujería. El entusiasmo de Gardner sobre el descubrimiento de que la brujería había sobrevivido en Inglaterra le llevó a querer documentarlo, pero tanto las leyes de brujería como el secretismo del coven se lo prohibían, a pesar de su entusiasmo. Tras la 2.ª Guerra Mundial, la Suma Sacerdotisa de Gardner y líder del coven cedió lo suficiente para permitir una aproximación ficticia que no les expusiese a una posible persecución, «High Magic’s Aid».
De cualquier modo, pronto me encontré dentro del círculo tomando los juramentos de secreto habituales que me comprometían a no revelar ninguno de los secretos del culto. Sin embargo, como un culto que estaba muriendo, consideré que era una pena que se perdiese todo el conocimiento, de modo que al final se me permitió escribir, en forma de ficción, un poco de lo que creen las brujas, en forma de la novela High Magic’s Aid.
Cuando las Leyes de Brujería fueron abolidas en 1951, y reemplazadas por la Ley de Médiums Fraudulentos, Gerald Gardner salió al público, publicando su primer libro no ficticio sobre Brujería, «Witchcraft Today». Como bien reitera el texto, Gardner continuó respetando sus juramentos y los deseos de su Suma Sacerdotisa. Con el temor, como dice en la cita de más arriba, de que la brujería estuviese muriendo realmente, buscó publicidad y dio la bienvenida a nuevos iniciados durante los últimos años de su vida. Gardner atrajo la atención incluso de la prensa amarilla, para consternación de algunos miembros más conservadores de la tradición. En las propias palabras de Gardner: «¡La Brujería no paga los cristales rotos!»
Gardner conoció a famosos ocultistas. Ross Nichols fue amigo y compañero Druida (presidente de Ancient Order of Druids hasta 1964, cuando dejó la orden para crear su propia orden druídica, la Order of bards, Ovates, and Druids). Nichols editó el libro «Witchcraft Today» de Gardner y se le menciona notablemente en el libro «El Significado de la Brujería». Poco antes de que Aleister Crowley falleciese, Gardner se reunión con él, por primera vez el 1 de mayo de 1947, y dos veces más antes de la muerte de Crowley ese mismo otoño; en algún momento Crowley le entregó a Gardner una escritura de constitución de la Ordo Templi Orientis (OTO) y el 4.º grado de la OTO; el grado más bajo que permite el uso de la escritura.
Doreen Valiente, una de las sacerdotisas de Gardner, identificó a la mujer que inició a Gardner como Dorothy Clutterbuck, a la que se hace referencia en La Biblia de las Brujas, de Janet y Stewart Farrar.  La identificación de Doreen estaba basada en sus propios recuerdos sobre menciones que Gardner había hecho de una mujer a la que llamaba «Vieja Dorothy». El biógrafo Philip Heselton corrige a Valiente, clarificando que Clutterbuck (Dorothy St. Quintin-Fordham, Clutterbuck de soltera), una mujer de mentalidad pagana, era la dueña de Mill House, donde el coven New Forest realizó el ritual de iniciación de Gardner. El académico Ronald Hutton, en Triumph of the Moon, sostiene que la tradición de Gardner fue en su mayor parte fruto de la inspiración de los miembros de la Rosicrucian Order Crotona Fellowship (Orden Rosacruz de la Hermandad de Crotona) y especialmente de una mujer conocida por el nombre mágico de Dafo. El Dr. Leo Ruickble, en Witchcraft Out of the Shadows, analizó las pruebas documentadas y concluyó que Alisteir Crowley había jugado un papel crucial inspirando a Gardner en establecer esta religión pagana. Ruickble, Hutton y otros muchos, argumentan además que gran cantidad de lo que ha sido publicado de la Wicca Gardneriana, que es como pasó a denominarse a la práctica de Gardner, fue escrito por Blake, Yeats, Valiente y Crowley; y contiene préstamos de otras fuentes identificables.
Gardner hacía referencia a las brujas a las que fue presentado inicialmente como «los Wicca», y a menudo usaba el término «Culto de las Brujas» para describir la religión. Entre otros términos que usó se encuentran «Brujería» o «Antigua Religión». Publicaciones posteriores estandarizarían la grafía a «Wicca» y pasó a ser usado como término para el Arte, en lugar de para sus seguidores. «Gardneriano» fue originalmente un término peyorativo acuñado por el coetáneo Roy Bowers (también conocido como Robert Cochrane), un hombre sabio (o «cunning-man»)  británico que, de todos modos, fue iniciado el Wicca Gardneriana un par de años después de la muerte de Gardner.

### Reconstrucción de los rituales wiccanos
El propio Gardner afirmó que los rituales del grupo existente estaban, en el mejor de los casos, fragmentados, y comenzó a hacerlos más sustanciosos sirviéndose de su biblioteca y de sus habilidades como ocultista y folclorista aficionado. Gardner tomó prestado y ensambló el material adecuado de otros artistas y ocultistas, especialmente el Evangelio de las brujas de Charles Godfrey Leland, la Clave de Salomón de la edición publicada por S.L. MacGregor Mathers, rituales masones, Crowley y Rudyard Kipling. Doreen Valiente escribió gran parte de la poesía más conocida, incluyendo el tan citado Encargo de la Diosa.

### Bricket Wood y el coven del norte de Londres
En 1948-9 Gardner y Dafo dirigían un coven separado del coven original de New Forest en un club naturista cerca de Bricket Wood, al norte de Londres. Hacia 1952 la salud de Dafo había comenzado a decaer, y cada vez más recelosa del afán de publicidad de Gardner. En 1953 Gardner conoció a Doreen Valiente quien se convertiría en su Suma Sacerdotisa como sucesora de Dafo. El tema de la publicidad llevó a Doreen y a otros miembros a formular una propuesta de trece «Reglas del Arte», las cuales incluían restricciones en el contacto con la prensa. Gardner respondió con la repentina creación de las Leyes Wicca, lo que llevó a algunos de sus miembros, incluida Doreen Valiente, a abandonar el coven.
Gardner declaró que a las brujas se les enseñaba que el poder del cuerpo humano puede ser liberado para su uso en el círculo del coven a través de diferentes métodos, y que se liberaba más fácilmente sin ropa. Un método simple era bailar alrededor del círculo cantando o coreando; otro método eran las «ataduras y azotes» tradicionales. Además de elevar poder, las «ataduras y los azotes» pueden aumentar la sensibilidad del iniciado y su experiencia espiritual.
Después de la temporada que Gardner pasó en la Isla de Man, el coven comenzó a experimentar con la danza dentro del círculo como alternativa. Fue también en esta época en la que se dio una mayor importancia a los 4 Sabbats menores del total de 8. A los miembros del coven de Bricket Wood les gustaban tanto las celebraciones de Sabbat que decidieron que no había ningún motivo para limitarlas a la reunión de luna llena más cercana, así que las hicieron festividades por derecho propio. Como Gardner no puso ninguna objeción al cambio sugerido por el coven de Bricket Wood, esta decisión colectiva resultó en lo que se conoce hoy en día como las ocho festividades estándar en la Rueda del Año wiccana.
La separación de Valiente llevó a que el coven de Bricket Wood fuese dirigido por Jack Bracelin y una nueva Sacerdotisa, Dayones. Esta fue la primera de gran cantidad de disputas entre individuos y grupos, pero la creciente publicidad solo pareció permitir que la Wicca Gardneriana creciese con mucha más rapidez. Ciertos iniciados como Alex Sander y Raymond Buckland, quien llevó la tradición Gardneriana a los Estados Unidos en 1964, comenzaron sus propias tradiciones principales permitiendo una mayor expansaión.
Aquí Archivado el 22 de julio de 2013 en Wayback Machine. puede encontrarse un resumen de los descendientes de Gardner conocidos públicamente.
Como los 8 sabbats se volvieron muy importante para la Wicca Gardneriana, buscaron en grimorios y libros antiguos, información sobre esto; y fue en grimorios del siglo XIX donde encontraron grabados y símbolos, sobre todo en los diarios de varias brujas y hechiceras; entre ellas las memorias (1820) de Sarah Stewart Watson, una poderosa vidente y bruja inglesa. Luego Patricia Crowther, una seguidora de Gadner, sacaría a la luz estos grabados con el nombre de Runas Brujas.